# Complesso della Santissima Trinità
Il complesso della Santissima Trinità di Venosa è un'incompiuta opera religiosa costituita da una "chiesa antica" (o chiesa vecchia), a cui dà accesso l'entrata principale, e da una "chiesa incompiuta" (o chiesa nuova), la cui costruzione non fu mai portata a termine. L'abbazia contiene la stratificazione di tracce ereditate principalmente da Romani, Longobardi e Normanni. Venne riconosciuto come monumento nazionale con regio decreto dal 20 novembre 1897.

## Storia
Vi è controversia sulla data di fondazione, ma gli studi più recenti riprendono le teorie di Daniel Bertaux secondo il quale l'abbazia (che inizialmente comprendeva solo la Chiesa antica) venne innalzata dai Benedettini prima della venuta dei Normanni. Il nucleo originario è costituito da una basilica paleocristiana sorta tra il V e il VI secolo, ove in precedenza vi era un tempio pagano dedicato a Imene. Nel 1059 venne consacrata da papa Niccolò II. Nello stesso anno Roberto il Guiscardo volle rendere la chiesa il sacrario degli Altavilla e fece portare all'interno le salme dei suoi fratelli Guglielmo "Braccio di Ferro", Umfredo e Drogone (verrà poi anche lui sepolto qui).

## Descrizione

### Chiesa antica

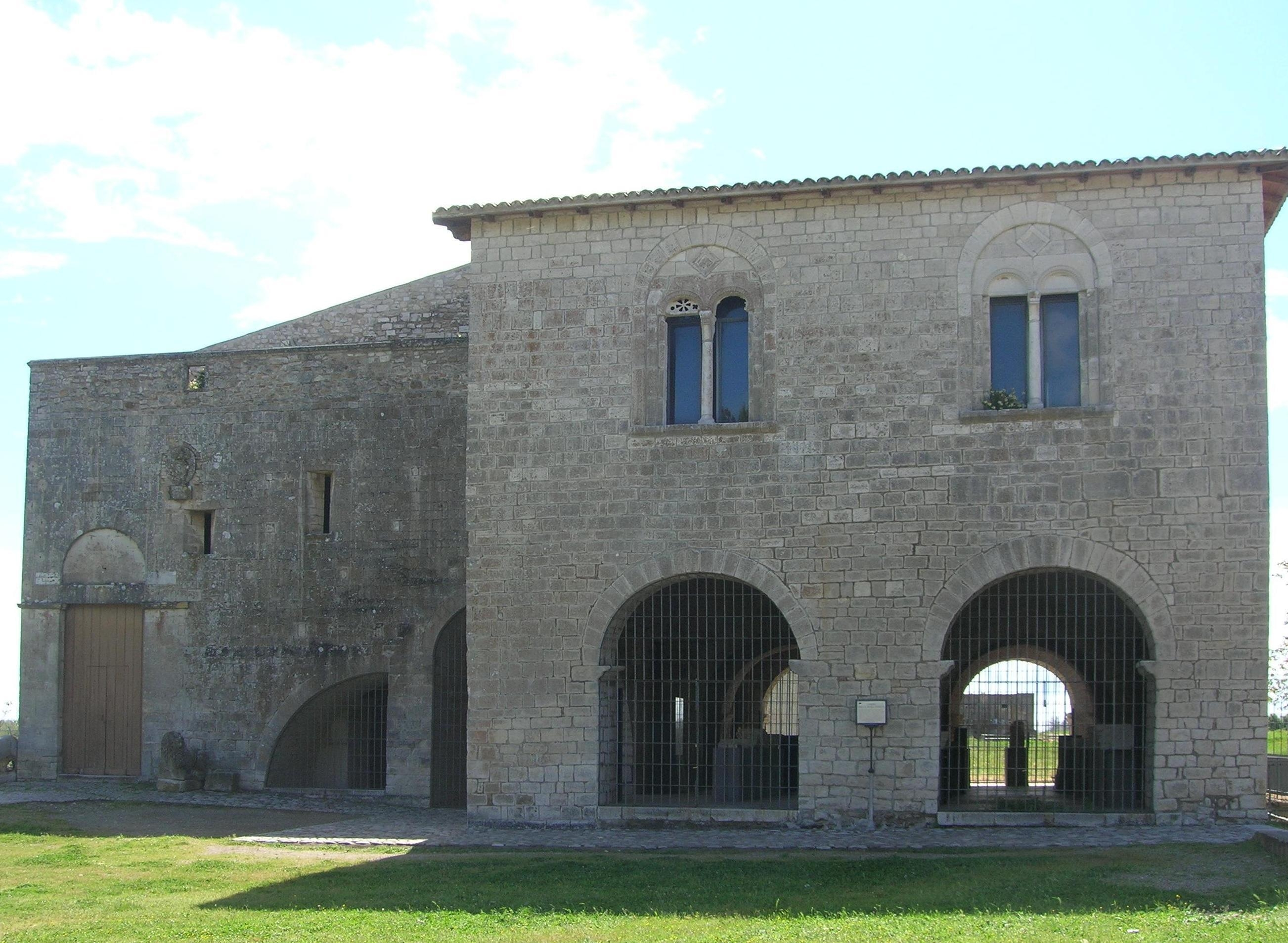
L'ingresso della SS. Trinità

La chiesa preserva un impianto in stile paleocristiano, strutturato da una pianta basilicale romana con un'ampia navata centrale e l'abside posta sul fondo, ma nel corso del tempo ha subito varie mutazioni a partire dal VII secolo, fino agli apporti di ricostruzione e restauro ad opera di Longobardi (nel X secolo) e Normanni (tra il XI ed il XIII secolo).
L'ingresso della chiesa, in stile romanico, esibisce sul lato sinistro due sculture di leoni in pietra e quattro sporgenze, che corrispondono ad altrettante facciate sovrapposte l'una all'altra nel corso dei secoli. Da destra verso sinistra: la prima sporgenza è di epoca normanna tra il XI e XII secolo; la seconda è longobarda, datata il X secolo; la terza è del VIII-IX secolo e la quarta è l'entrata laterale della Basilica Paleocristiana, al momento chiusa.
Varcando la soglia dell'edificio, si possono rimirare varie sculture di civiltà eterogenee, perlopiù romane, e la cosiddetta Colonna dell'Amicizia, opera romana sormontata da un capitello bizantino. La Colonna venne chiamata così perché dice la tradizione che girarvi intorno tenendosi per mano sia un presagio di eterna amicizia e per le giovani spose che si comprimano tra colonna e parete, un augurio di fecondità.
Poco prima dell'ingresso della chiesa, vi sono due facciate. La prima è costituita da un portale realizzato dal Maestro Palmieri nel 1287 e, alla sua sinistra, è osservabile un grande affresco del XV secolo che raffigura San Cristoforo. La seconda facciata è composta dal massiccio arco del porticato, seguito da altri due archi, sovrastati da una galleria di piccoli archi ciechi. Vicino alla facciata si trova la scalinata che conduce al Monastero.

#### Interno

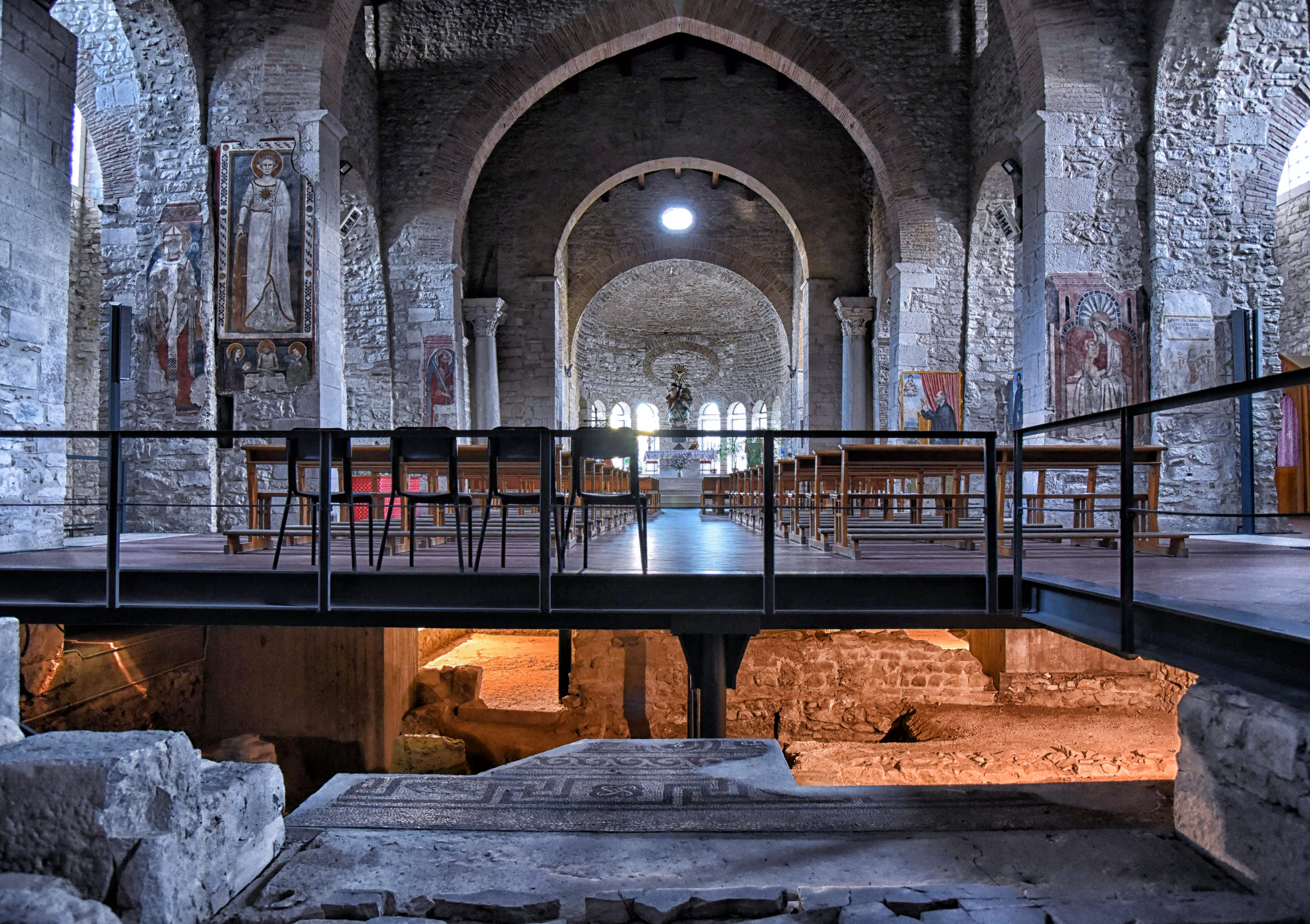
Interno

La parte interna della chiesa occupa una superficie di circa 1000 metri quadrati mentre l'altezza del soffitto, al centro dell'edificio, misura poco più di 10 metri. L'impostazione architettonica è di tipo paleocristiano. La navata centrale è divisa in altre quattro costituite da grandi archi (otto a destra e sei a sinistra) larghi 10,15 metri, escluso lo spessore dei pilastri. L'abside è posta sul fondo e ha una forma semicircolare con raggio di 3,95 metri. Di fronte ai due pilastri d'angolo della navata si ergono due colonne di circa 5,40 metri, adornate da capitelli romani in stile corinzio.
Nella navata destra si trova La Tomba degli Altavilla, luogo funerario di Roberto il Guiscardo, Guglielmo Braccio di Ferro, Guglielmo del Principato, Umfredo, Drogone, esponenti illustri della famiglia de Hauteville, che provenienti dalla Normandia come guerrieri mercenari agli inizi dell'anno mille, diedero l'avvio al primo regno unitario nell'Italia meridionale. I corpi un tempo riposavano in sarcofagi singoli, e le loro ossa vennero riunite nell'arca alla metà del Quattrocento. Della tomba del Guiscardo, attraverso i documenti, ci è noto l'epitaffio in cui egli era soprannominato Terror Mundi.
Nella navata sinistra si trova invece la tomba di Alberada di Buonalbergo (chiamata anche Aberada), moglie di Roberto il Guiscardo. La donna sposò Roberto nel 1053 ma venne da lui ripudiata per la principessa longobarda Sichelgaita di Salerno. Aberada ebbe anche un figlio dal Guiscardo, Boemondo I d'Antiochia, eroe della Prima Crociata, che morì a Canosa nel 1111 ed ivi è sepolto. Sull'architrave del monumento campeggia un'iscrizione in latino che attesta la sua sepoltura:
Accanto alla tomba di Aberada vi è il sepolcro di Raffaele ed Emilio Acciaiuoli (XV secolo), originari di Firenze e signori Melfi. Sempre nella navata sinistra troviamo una pavimentazione di mattoncini appartenente alla Basilica Paleocristiana e, in successione ad un piano inferiore, un mosaico sul pavimento di "domus romana" del periodo imperiale (II-III secolo d.C.).

#### Altre immagini

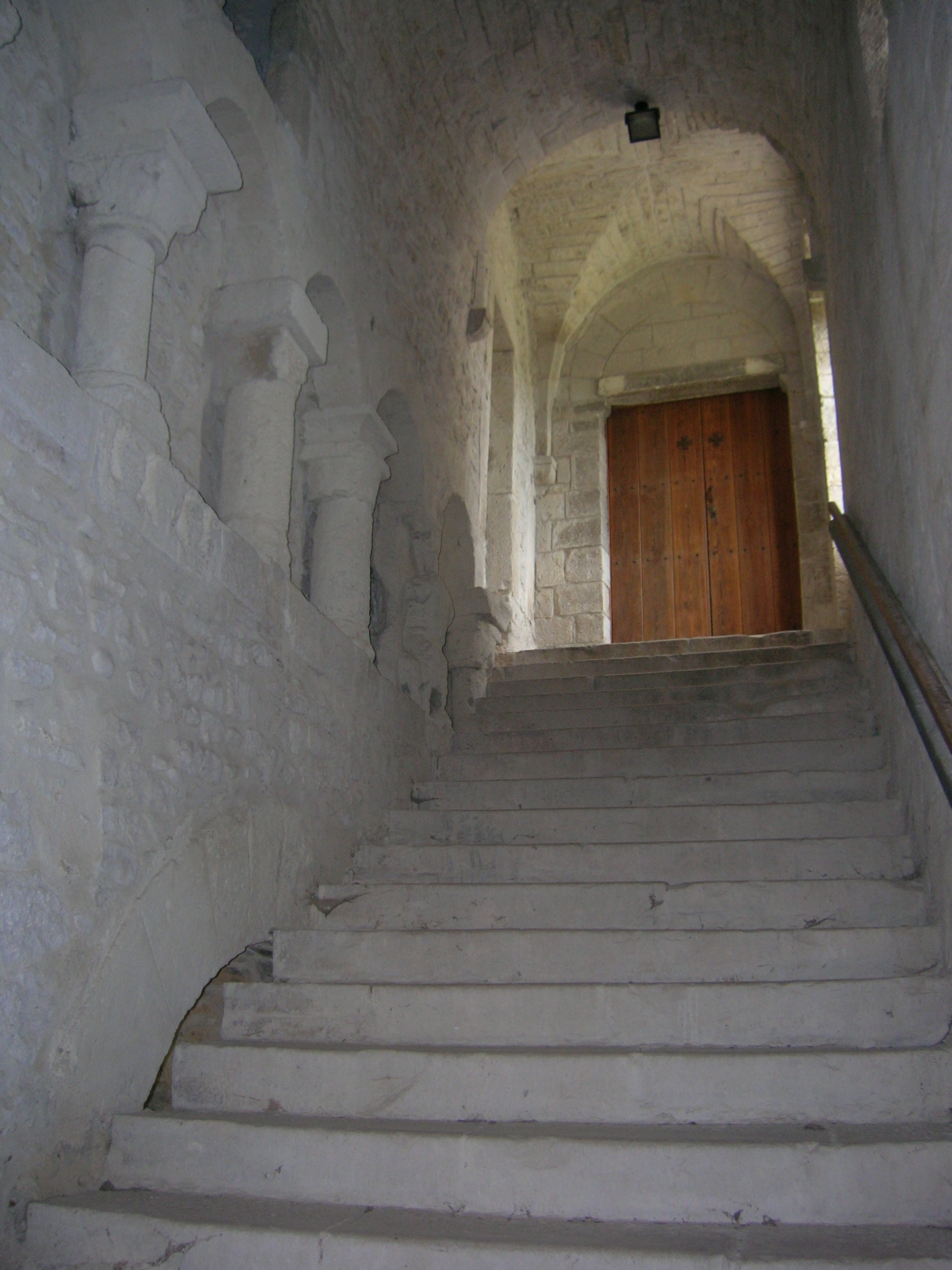
Scalinata verso il Monastero
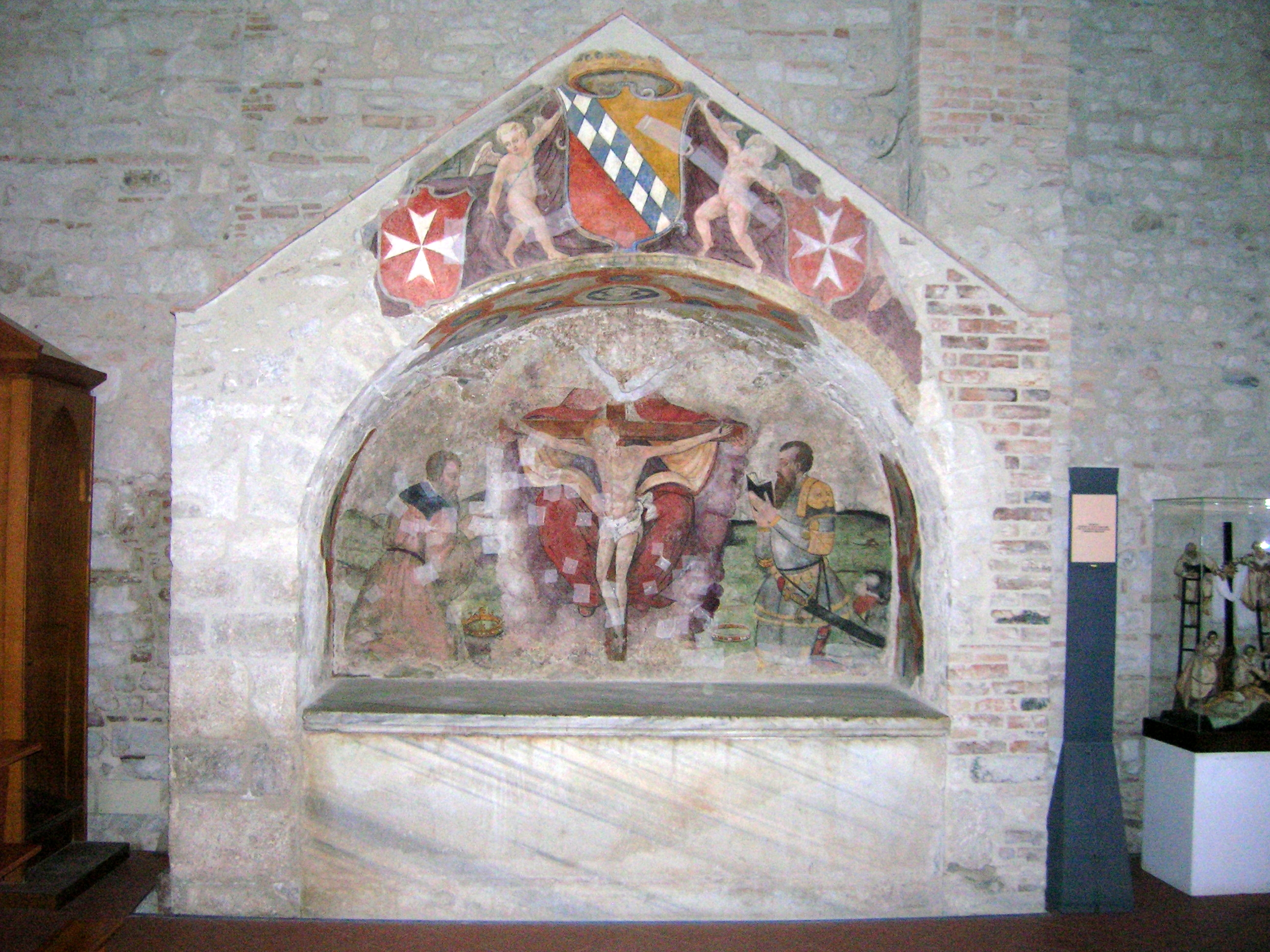
Tomba degli Altavilla
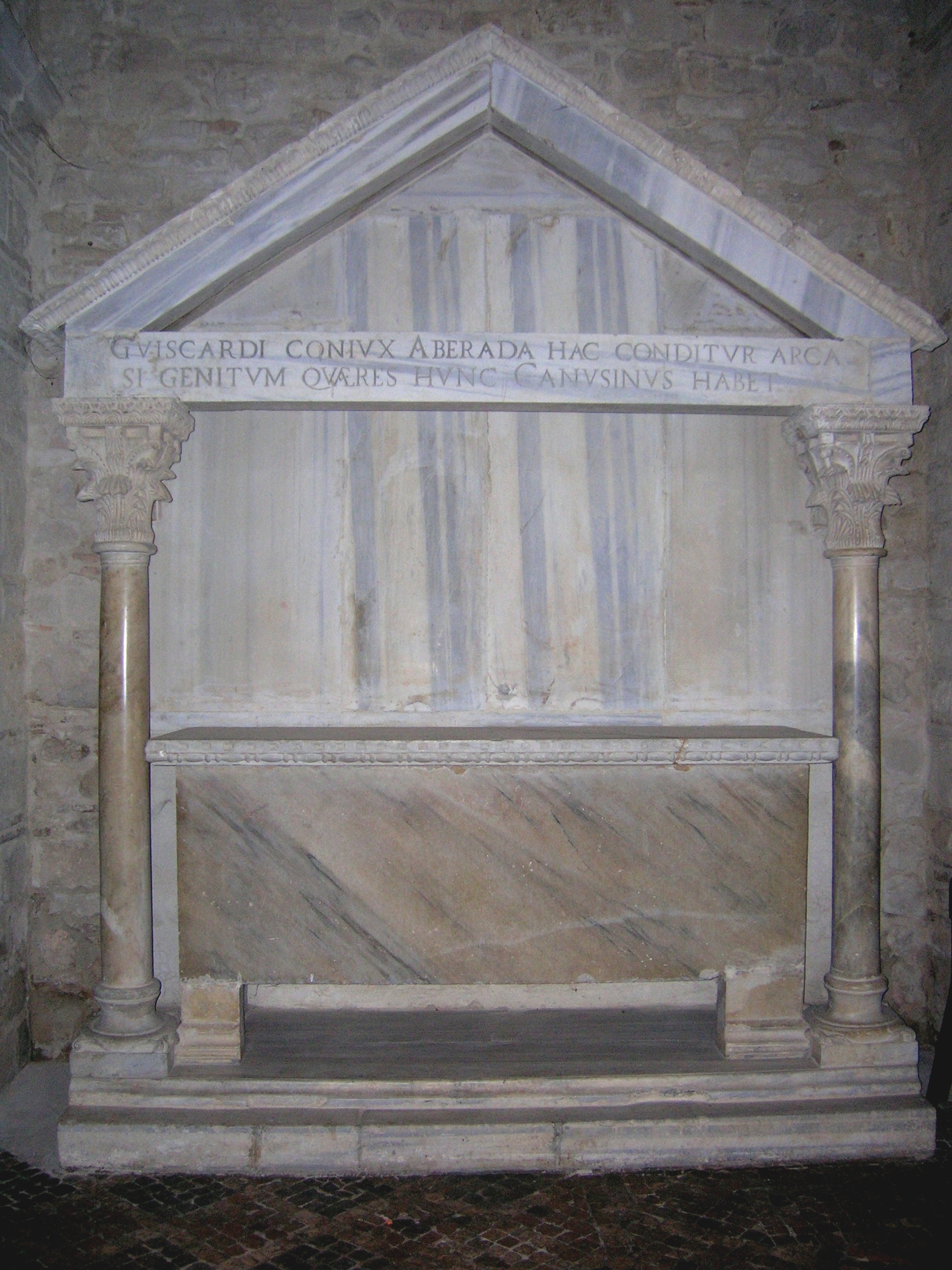
Tomba di Aberada
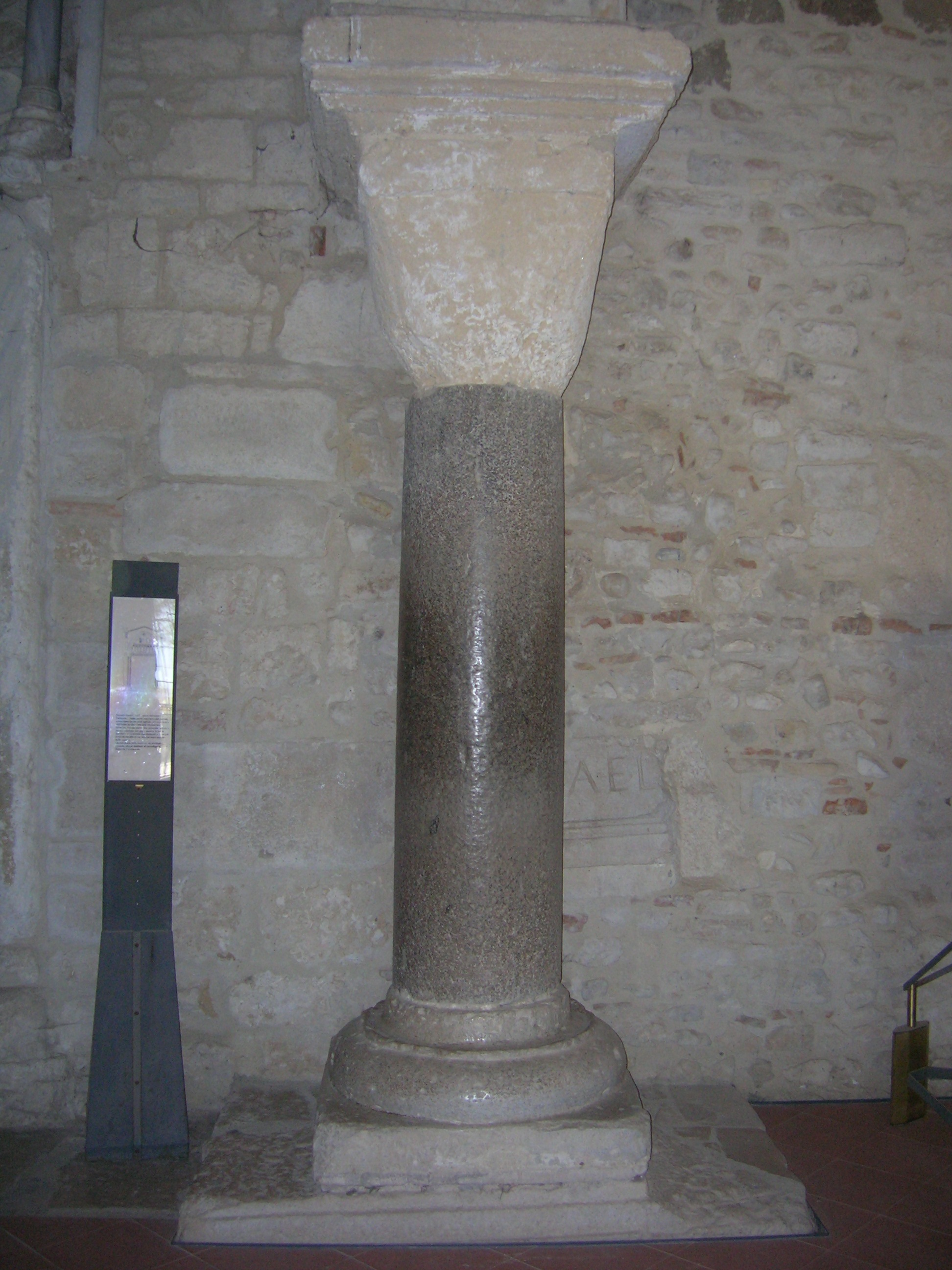
Colonna dell'Amicizia

### Chiesa incompiuta

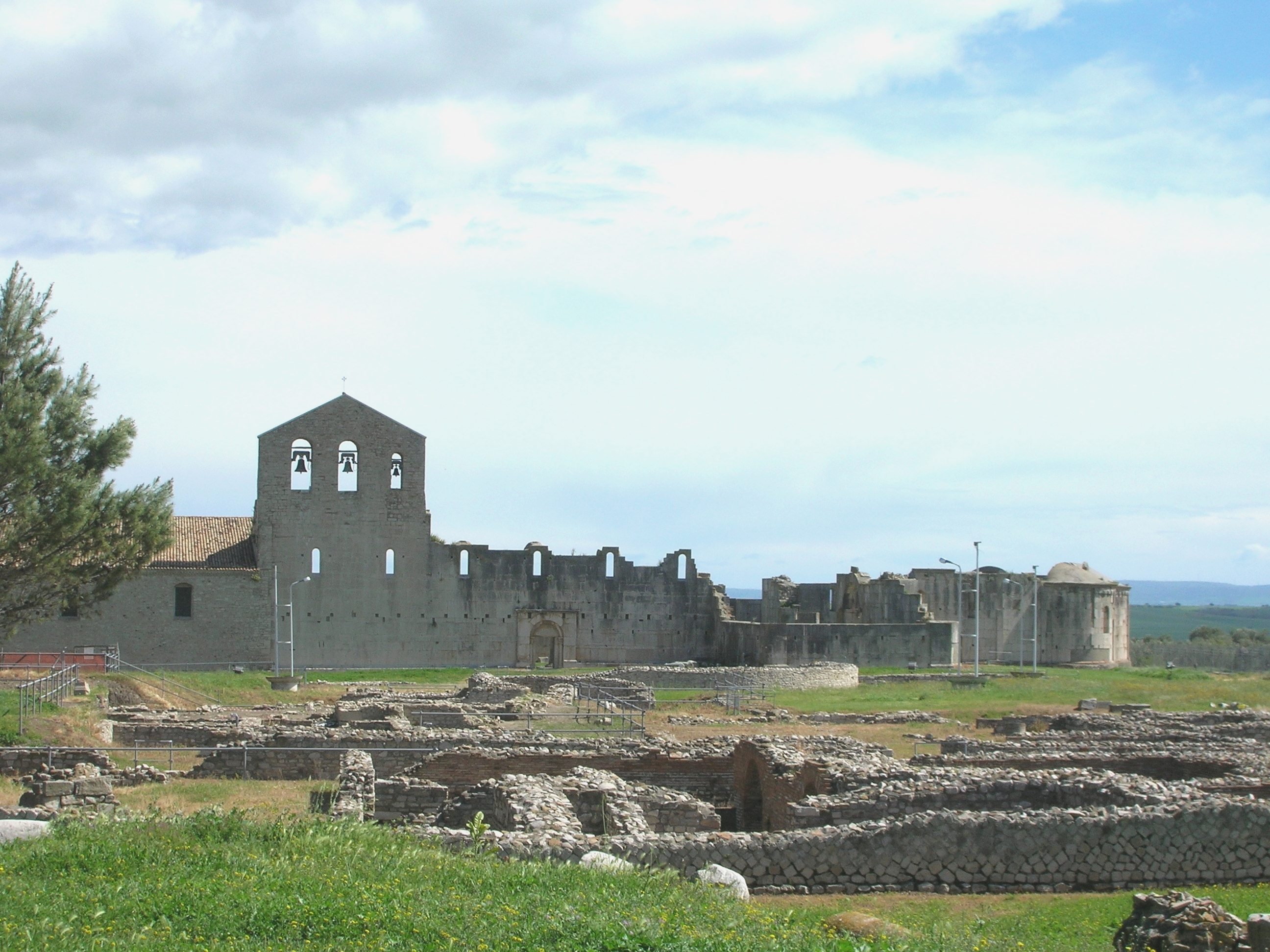
La Chiesa incompiuta

L'edificio venne iniziato con l'impiego di materiali provenienti da monumenti più antichi. Il suo progetto risale al XII secolo, in architettura normanna, quando la Chiesa antica venne giudicata un luogo inadatto a contenere un certo numero di fedeli, quindi si optò di architettare un vasto abside a cappelle radiali, con il fine di creare un'unica grande basilica.
Si ipotizza che i lavori, sovvenzionati dai Benedettini, iniziarono verso la metà del 1100 ma il ritmo andò scemando a causa dell'altalenante patrimonio dei Benedettini e anche perché questi furono costretti ad abbandonare Venosa, causa la soppressione del loro monastero da papa Bonifacio VIII nel 1297. Costui assegnò, nello stesso anno, il complesso ai "Cavalieri dell'Ordine dell'Ospedale di San Giovanni di Gerusalemme" (in seguito noti come Cavalieri di Malta), i quali avevano perso i propri possedimenti in Palestina durante l'Ultima Crociata.
L'Ordine non prestò attenzione all'impianto monastico della nuova chiesa e stanziò il proprio quartier generale all'interno di Venosa, nel "Palazzo del Balì". Da quel momento la struttura non venne più completata ma vennero attuati altri interventi come il portale nel XIV secolo e il campanile a vela nel XVI secolo, ma a livello architettonico la Chiesa incompiuta rimase tale. Oggi il monumento è affidato all'antico ordine dei Padri Trinitari.

#### Interno
L'ingresso, travalicato da un arco semicircolare, evidenzia una lunetta decorata da un'iscrizione propiziatoria che chiede la protezione di Dio sul Tempio e sui monaci, nonché la pace dello spirito e del corpo. Sopra la lunetta si trova l'agnello con la croce, ovvero il simbolo dell'Ordine dei Cavalieri di Malta. All'interno dell'Incompiuta, si possono trovare varie opere e ornamenti che appartenevano all'Anfiteatro Romano, come l'epigrafe della scuola gladiatoria di Salvio Capitone, che presenta un elenco di gladiatori che combattevano nell'Anfiteatro. Inoltre si possono ammirare vari bassorilievi come la Stele Funeraria dei Cinna, famiglia del console romano Lucio Cornelio Cinna, il Gruppo di tre Vipere e varie sculture normanne.

#### Altre immagini

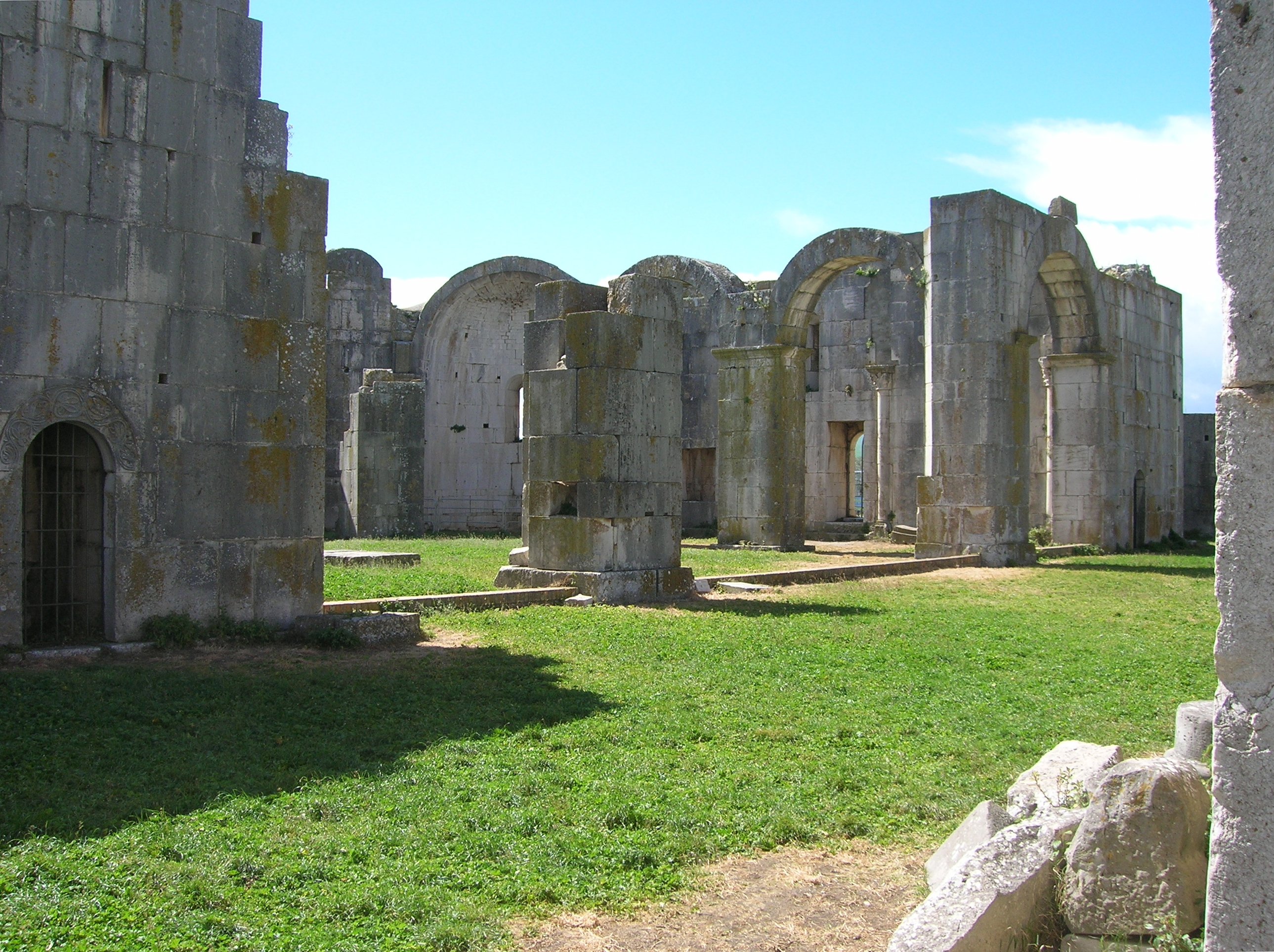
Rovine
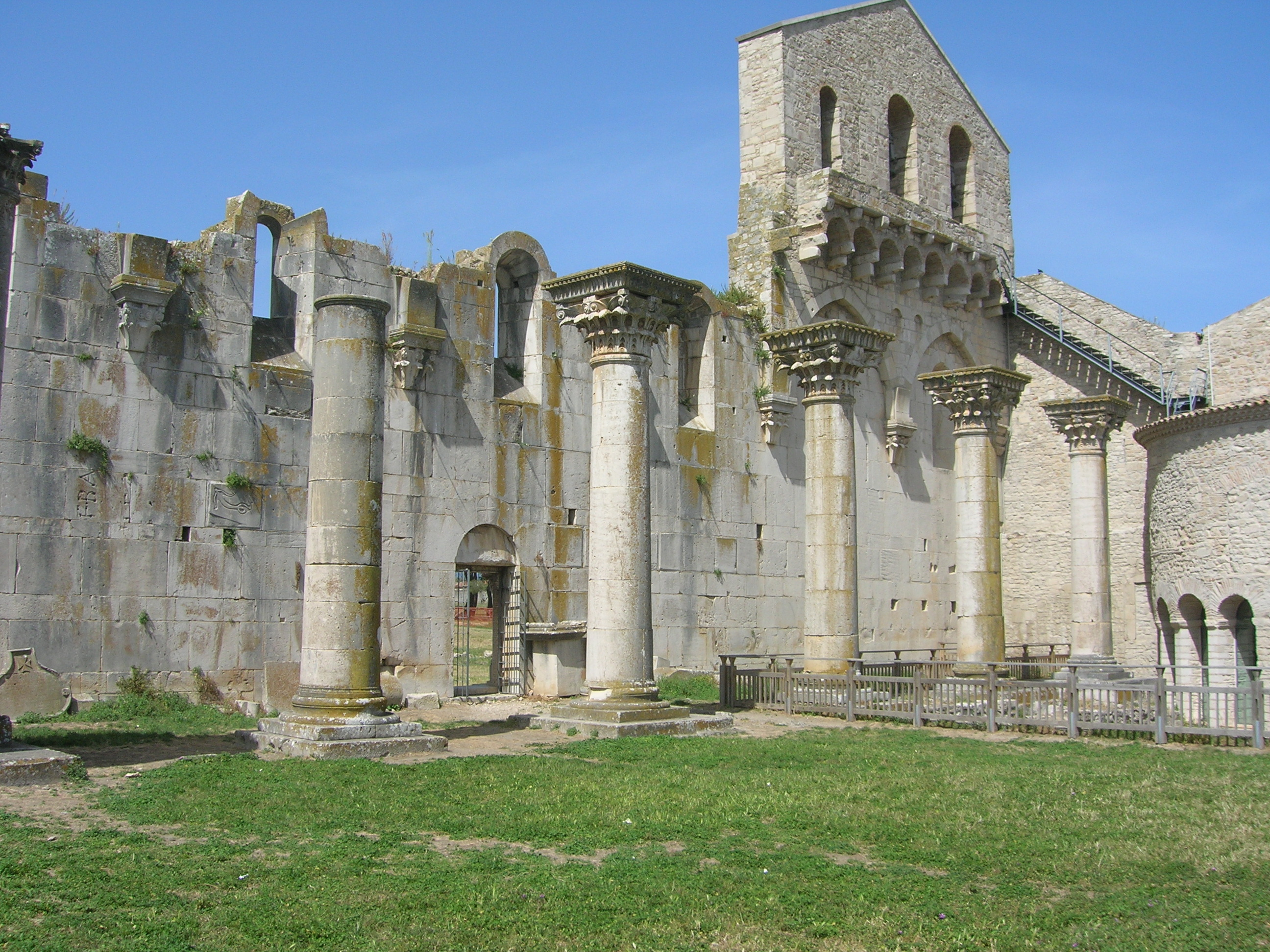
Rovine
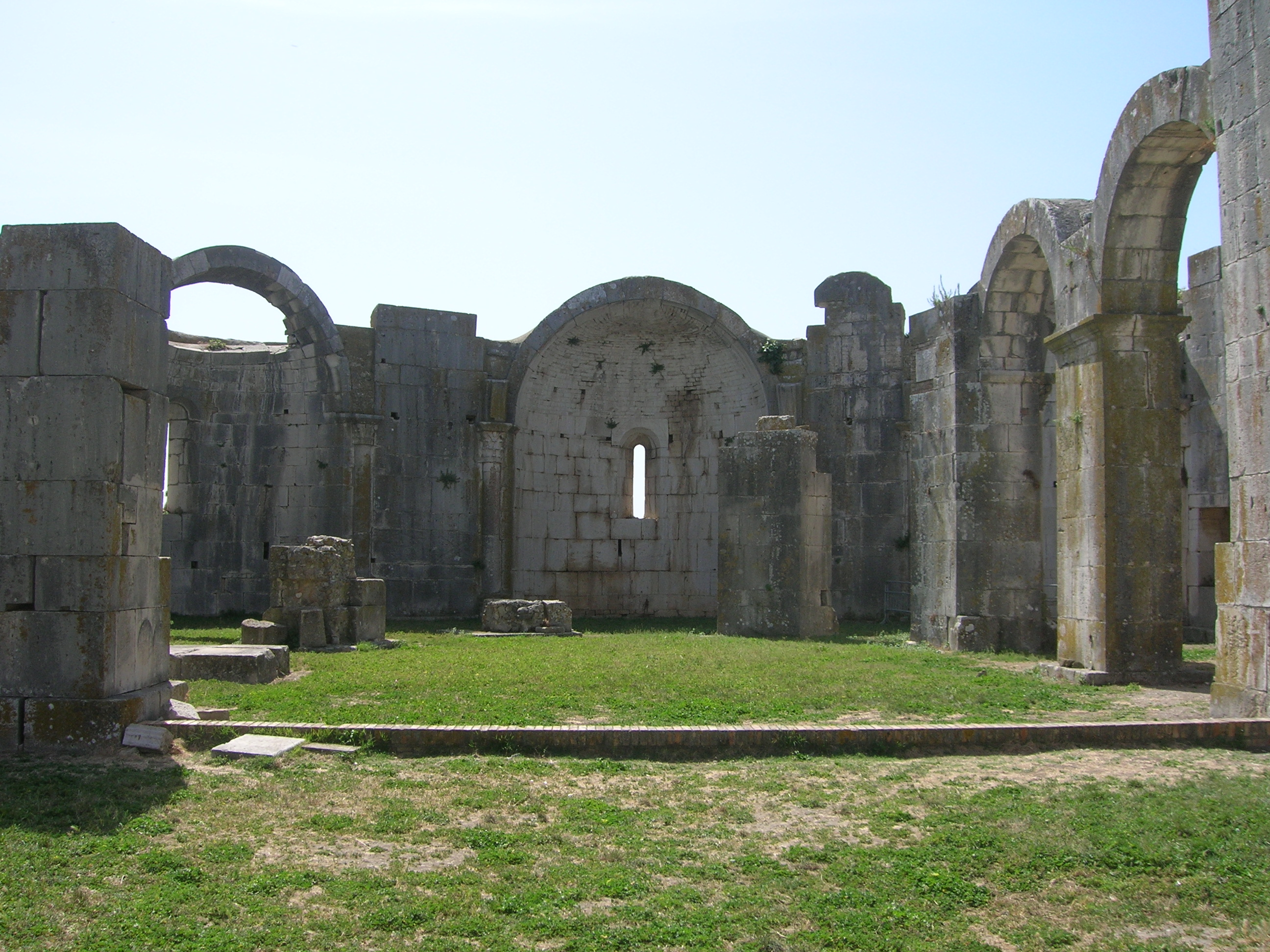
Rovine
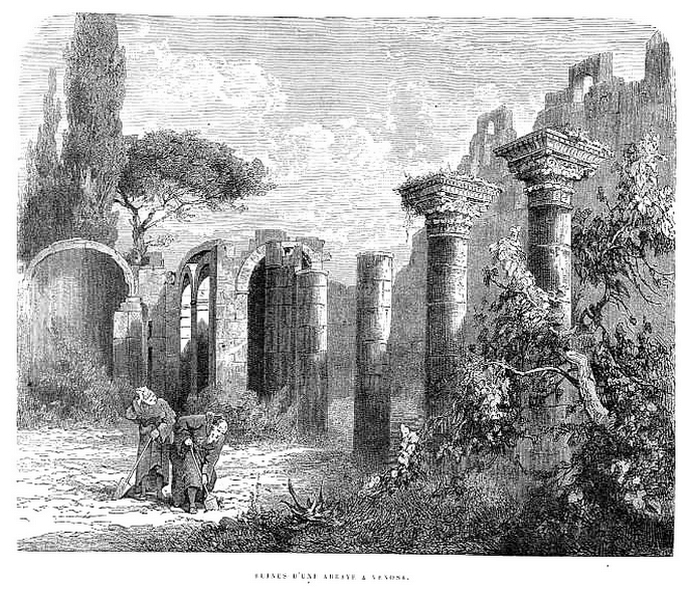
Stampa ottocentesca raffigurante i ruderi dell'Incompiuta